# Мендзыхуд (гмина)
Мендзыхуд (пол. Międzychód) — гмина (волость) в Польше, входит как административная единица в Мендзыхудский повет, Великопольское воеводство. Население — 18 294 человека (на 2004 год).

## Соседние гмины
1. Гмина Дрезденко
2. Гмина Квильч
3. Гмина Львувек
4. Гмина Медзихово
5. Гмина Пшиточна
6. Гмина Пщев
7. Гмина Сквежина
8. Гмина Серакув